# Kanya ya ma kan, Beyrouth
Kanya ya ma kan, Beyrouth (francès: Il était une fois Beyrouth, histoire d'une star) és una pel·lícula libanesa, en coproducció francoalemanya, dirigida per Jocelyne Saab i estrenada el 1995.

## Argument
La Yasmine i la Leïla tenen vint anys i viuen a Beirut, a la ciutat devastada de principis dels anys noranta, després de la guerra civil. Somien amb redescobrir l'esplendor de la seva ciutat. Amb dues bobines de pel·lícula sota els braços, per casualitat en el seu poder, coneixen el Sr. Farouk, un col·leccionista de cinema que ho sap tot sobre la seva ciutat. L’ancià els ensenyarà la història de la ciutat a partir d'imatges filmades de Beirut, trobades en llargmetratges, documentals o reportatges, d'Europa, del món àrab o de Hollywood, mostrant, de passada, Farid El Atrache, Omar Sharif, Brigitte Bardot, espies russos o americans... En vista de la realitat de la guerra que va destruir aquest record, la projecció d'aquestes pel·lícules (seleccionades entre més de 250) que les que aquestes dues joves noies s'apropien, dona a la ciutat una part de la seva història i, per tant, també una mica d'esperança.

## Repartiment
- Michele Tyan: Yasmine
- Myrna Maakaron: Leila
- Émile Accar: Monsieur Farouk
- Khaled El Sayed: el xofer
- Pascal Faugeras: l'officier
- Ziad Makhoul: el jardiner
- Pierre Chamassian
- Abou El Abed